# Valkenberg (Brakel)
Valkenberg er en stigning i Brakel i de Flamske Ardenner i den belgiske provins Østflandern.

## Cykelsport
I cykelsporten er bakken især kendt som en stigning i cykelklassikeren Flandern Rundt, og den er i alt inkluderet 26 gange. Det er en af de små giftige stigninger, som Flandern Rundt er kendt for.
Tidligere var det en smal brostensbelagt vej (kørt i Flandern Rundt fra 1959 til 1973), asfalteret i 1973 og først inkluderet igen i 1996-udgaven samt i udgaverne af 2005-2009, 2011-2014 og 2020-2023.
Derudover er Valkenberg inkluderet 31 gange (1961, 1976, 1979-1984, 1987-1990, 1995-2003, 2006-2010, 2012-2015, 2022-2023) i Omloop Het Nieuwsblad. Den inkluderes også nogle gange i Dwars door Vlaanderen, Internationale Junioren Driedaagse og Dwars door de Vlaamse Ardennen
I 2010 og 2015 inkluderes stigningen i Tre dage ved Panne. I 2014 er den en del af den 5. etape i Eneco Tour.